# Joh. Prummel

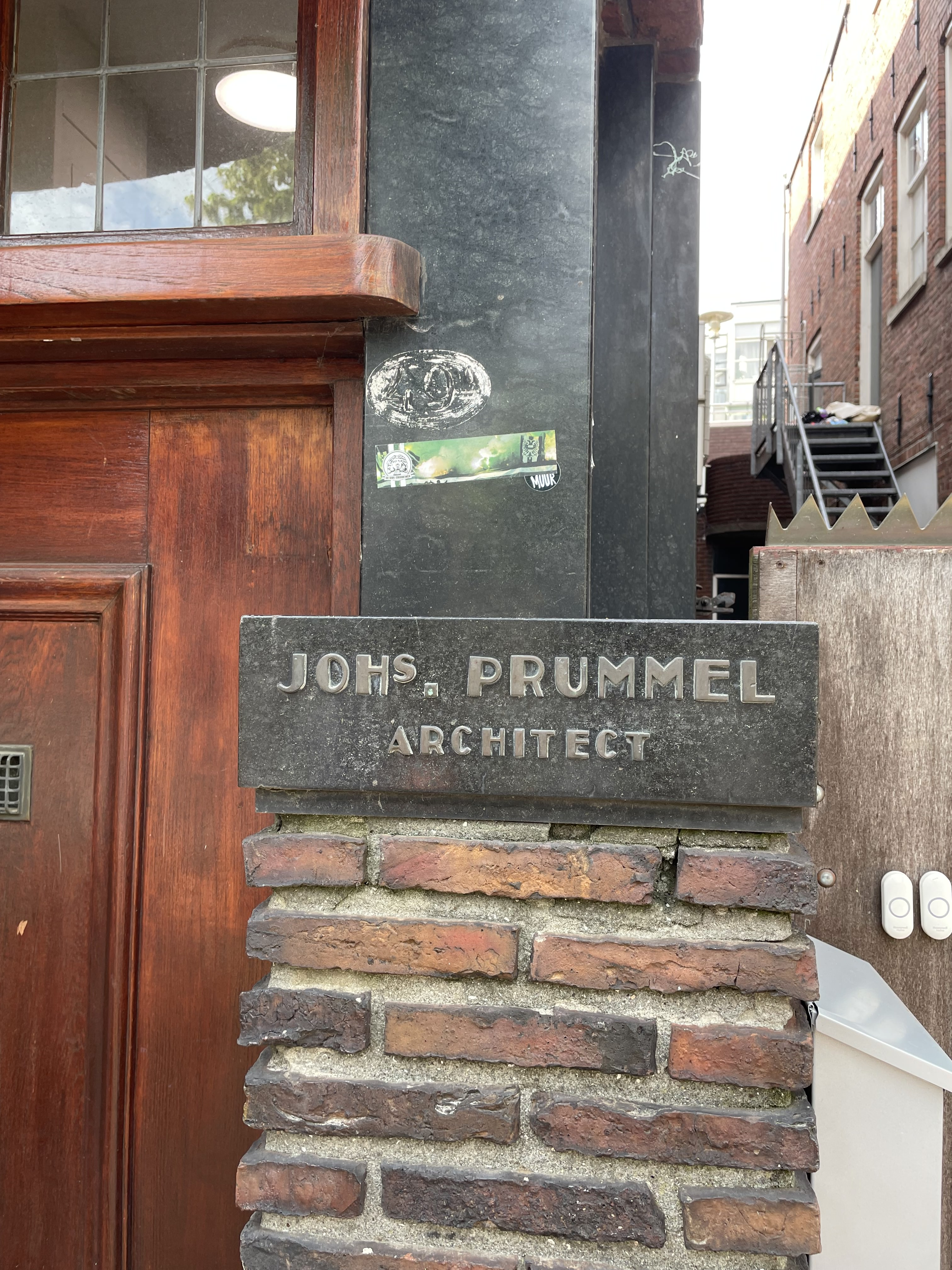
Gevelsteen van Joh^{s}. Prummel aan het pand Gedempte Zuiderdiep 49 in Groningen (2024)

Johannes Jacobus Prummel (Veendam, 1 augustus 1890 - Groningen, 15 augustus 1964), in vakliteratuur meestal aangeduid als Joh. Prummel of soms als H. Prummel, was een Nederlandse architect, die met name in de stad Groningen werkzaam was. Prummel, zoon van een timmerman, heeft verschillende panden ontworpen die zijn aangewezen als rijksmonument.

## Werken (selectie)
- 1924: Verbouwing van een winkelwoonhuis aan de Nieuwe Boteringestraat, Groningen[1]
- 1925: Woonhuis aan de Graaf Huynlaan in Geleen[2]
- 1931: Woningcomplex aan de Nieuwe Ebbingestraat, Groningen[3]
- 1932: Bedrijfspand met woning aan de Oude Boteringestraat, Groningen[4]
- 1932: Sigarenmagazijn en -fabriek aan de Noorderbinnensingel, Groningen[5]
- 1933: Verbouwing van een woon-winkelpand aan de Oude Ebbingestraat, Groningen[6]
- 1933: Johannes' eigen woning aan het Gedempte Zuiderdiep 49, Groningen[7]
- 1934: Woning met pakhuis aan de Prinsenstraat, Groningen[8]
- 1935: Portiekwoningen aan de J.A. Feithstraat, Groningen[9]
- 1939: Verbouwing van een winkelpand in de Herestraat, Groningen[10]
- 1948-1949: Verbouwing tot kraamkliniek van Huize Tavenier aan de Ubbo Emmiussingel, Groningen[11][12]